# Amanda Fuller
Amanda Fuller (Sacramento, 27 agosto 1984) è un'attrice statunitense.

## Filmografia parziale

### Cinema
- Deadly Whispers, regia di Bill L. Norton – film TV (1995)
- The Making of Hollywood Madam, regia di Michael Switzer – film TV (1996)
- Carson's Vertical Suburbia, regia di John Pasquin – film TV (1997)
- Don King - Una storia tutta americana – film TV (1997)
- A tutti i costi, regia di Brady MacKenzie (1998)
- Solo se il destino, regia di Scott Winant (1998)
- Safety Patrol, regia di Savage Steve Holland – film TV (1998)
- The Incredible Genie, regia di Alexander Cassini (1999)
- Il segreto di Fortune, regia di Sheldon Larry – film TV (2000)
- Askari, regia di David Lister (2001)
- The Failures, regia di Tim Hunter (2003)
- Conviction, regia di Jon Avnet – film TV (2005)
- Americanese, regia di Eric Byler (2006)
- Il passato di uno sconosciuto (Primal Doubt), regia di Yelena Lanskaya – film TV (2007)
- Kush, regia di York Alec Shackleton (2007)
- Mr. Sadman, regia di Patrick Epino (2009)
- Red White & Blue, regia di Simon Rumley (2010)
- Creature, regia di Fred Andrews (2011)
- Freerunner - Corri o muori, regia di Lawrence Silverstein (2011)
- Other People's Lives, regia di Michel Andre Costantin (2011)
- Beverly Hills Chihuahua 3: Viva La Fiesta!, regia di Lev L. Spiro (2012)
- Cheap Thrills - Giochi perversi (Cheap Thrills), regia di E.L. Katz (2013)
- Starry Eyes, regia di Kevin Kolsch (2014)
- The Brittany Murphy Story, regia di Joe Menendez (2014)
- Fashionista, regia di Simon Rumley (2016)
- All the Creatures Were Stirring, regia di David Ian McKendry Rebekah McKendry (2018)

### Televisione
- Tales of the City - miniserie TV, 1 episodio (1993)
- Charlie Grace - serie TV, 1 episodio (1995)
- The Tom Show - serie TV, 1 episodio (1997)
- Cinque in famiglia (Party of Five) – serie TV, episodio 5x03 (1998)
- L.A. Doctors – serie TV, 1 episodio (1998)
- That '70s Show - serie TV, episodio 1x05 (1998)
- Walker Texas Ranger - serie TV, episodio 7x05 (1998)
- Due gemelle e una tata (Two of a Kind) – serie TV, 1 episodio (1999)
- One World – serie TV, 1 episodio (1999)
- The Practice - Professione avvocati (The Practice) – serie TV, episodio 3x12 (1999)
- Malcolm (Malcolm in the Middle) - serie TV, episodio 1x16 (2000)
- First Years - serie TV, 1 episodio (2001)
- Il tocco di un angelo (Touched by an Angel) – serie TV, episodio 7x14 (2001)
- 8 semplici regole (8 Simple Rules) - serie TV, episodio 1x06 (2002)
- The Division – serie TV, 1 episodio (2002)
- Boston Public – serie TV, episodio 4x01 (2003)
- Buffy l'ammazzavampiri (Buffy the Vampire Slayer) – serie TV, episodio 7x11 (2003)
- Dragnet (L.A. Dragnet) – serie TV, 1 episodio (2003)
- Giudice Amy (Judging Amy) – serie TV, episodio 5x04 (2003)
- NCIS - Unità anticrimine - serie TV, episodio 2x06 (2004)
- Senza traccia (Without a Trace) - serie TV, episodio 2x16 (2004)
- Settimo cielo (7th Heaven) – serie TV, episodio 9x04 (2004)
- Squadra Med - Il coraggio delle donne (Strong Medicine) - serie TV, episodio 5x09 (2004)
- Summerland – serie TV, episodio 1x01 (2004)
- Threshold – serie TV, episodio 1x10 (2005-2006)
- Bones – serie TV, episodio 2x10 (2006)
- CSI - Scena del crimine (CSI: Crime Scene Investigation) – serie TV, episodio 7x03 (2006)
- Close to Home - Giustizia ad ogni costo (Close to Home) – serie TV, episodio 2x18 (2007)
- Women's Murder Club - serie TV, episodio 1x05 (2007)
- Life – serie TV, episodi 2x15-2x19 (2009)
- Law & Order: Special Victims Unit – serie TV, episodio 12x05 (2010)
- Grey's Anatomy – serie TV, 5 episodi (2012)
- L'uomo di casa – serie TV, (2012-2021)
- Scandal - serie TV, episodio 1x05 (2012)
- Orange Is the New Black – serie TV, 15 episodi (2018-2019)

## Doppiatrici italiane
- Rossella Acerbo in L'uomo di casa
- Angela Brusa in Scandal